# Bruno Divina
Bruno Divina (Borgo Valsugana, 25 febbraio 1945) è un ex calciatore italiano.

## Carriera
Cresciuto calcisticamente nel Rovereto, in Serie D, riuscì a scalare le categorie con Pistoiese (Serie C) e Reggina (Serie B), fino ad arrivare, nell'estate del 1970, all'Atalanta, nell'ultimo giorno di calciomercato, in uno scambio con Luciano Poppi.
A Bergamo toccò l'apice della carriera, debuttando l'anno successivo in Serie A, collezionando 182 presenze con la casacca nerazzurra di cui 150 consecutive. Dopo sei stagioni ritornò nella sua terra d'origine, chiudendo la carriera nelle file del Trento con cui nel 1977 vinse anche un campionato di Serie D.
Segno’ il primo gol dell’Atalanta nella partita Milan-Atalanta 9-3, famosa per essere tuttora la partita di Serie A con il maggior numero di gol segnati.

## Palmarès

### Club

#### Competizioni nazionali
- Campionato italiano Serie D: 1

Trento: 1976-1977 (girone B)